# La Vega Vieja

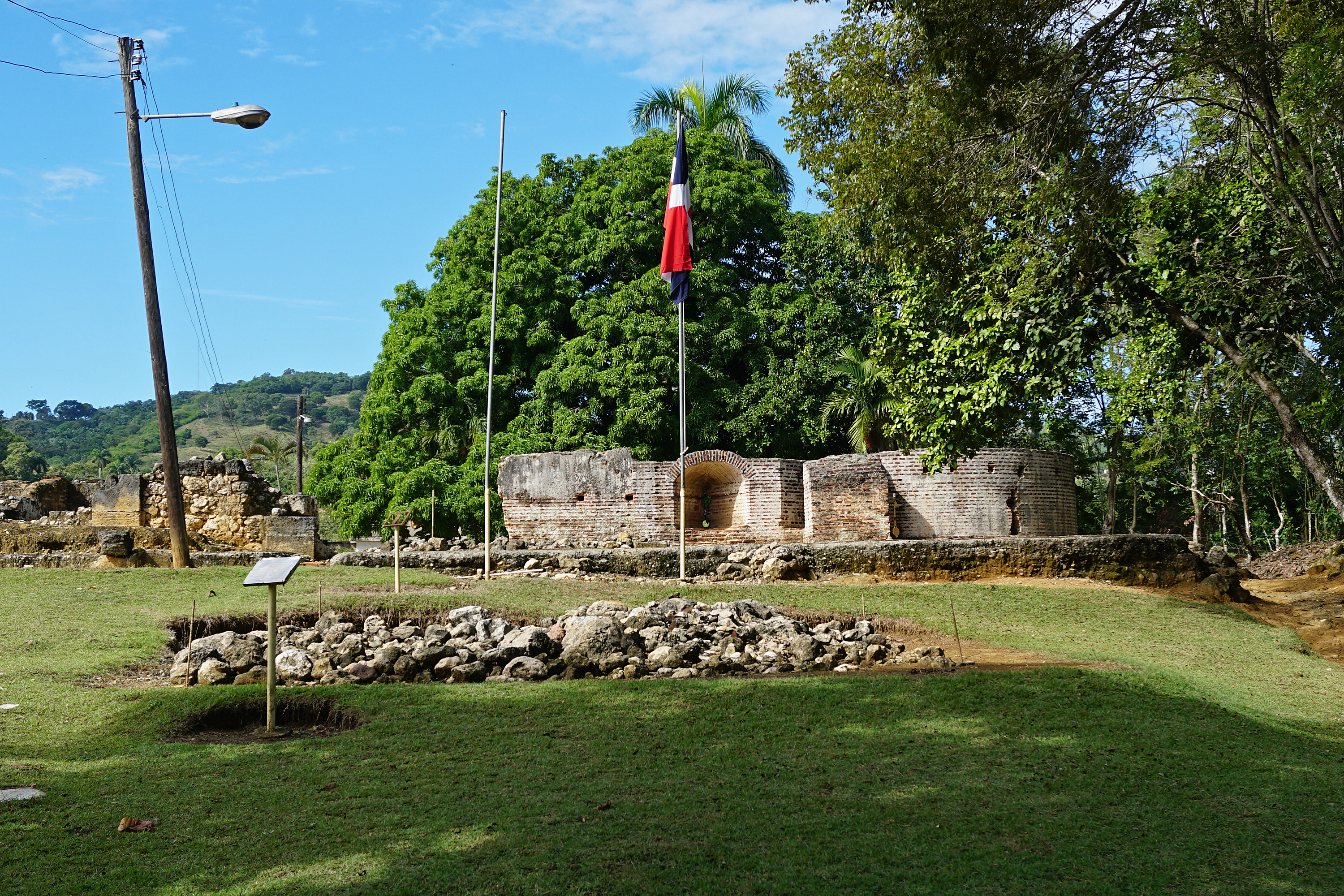
Entrada principal al parque nacional Histórico y Arqueológico de la Vega Vieja

La villa de La Vega Vieja, originalmente llamada Concepción de la Vega, fue fundada en diciembre de 1494 en la isla de La Española. En ella se estableció el Fuerte de la Concepción, que defendía el sitio de cualquier ataque terrestre. Este es un lugar histórico, por ser aquí donde se erigió una de las dos primeras diócesis de América.
Tras los violentos encuentros con los taínos y las dificultades vividas en el Fuerte de La Navidad y el asentamiento de La Isabela, paulatinamente los colonizadores se fueron trasladando tierra adentro, y la migración hacia Concepción de la Vega se aceleró a partir de 1508 con el descubrimiento de oro en cantidades significativas. El pueblo fue destruido por un terremoto en 1562, y los sobrevivientes se reasentaron en el sitio actual de la ciudad de La Vega.

## Importancia histórica
La Vega Vieja fue el lugar escogido por Cristóbal Colón para construir uno de los primeros asentamientos para afianzar la presencia de los españoles de la Isla Española.
El Almirante se interesó en el lugar tras comprobar que en estos predios, en el río Verde, encontraron oro. Además, en el lugar abundaba la madera preciosa y había muchos indios jóvenes.

## Fortaleza de la Concepción

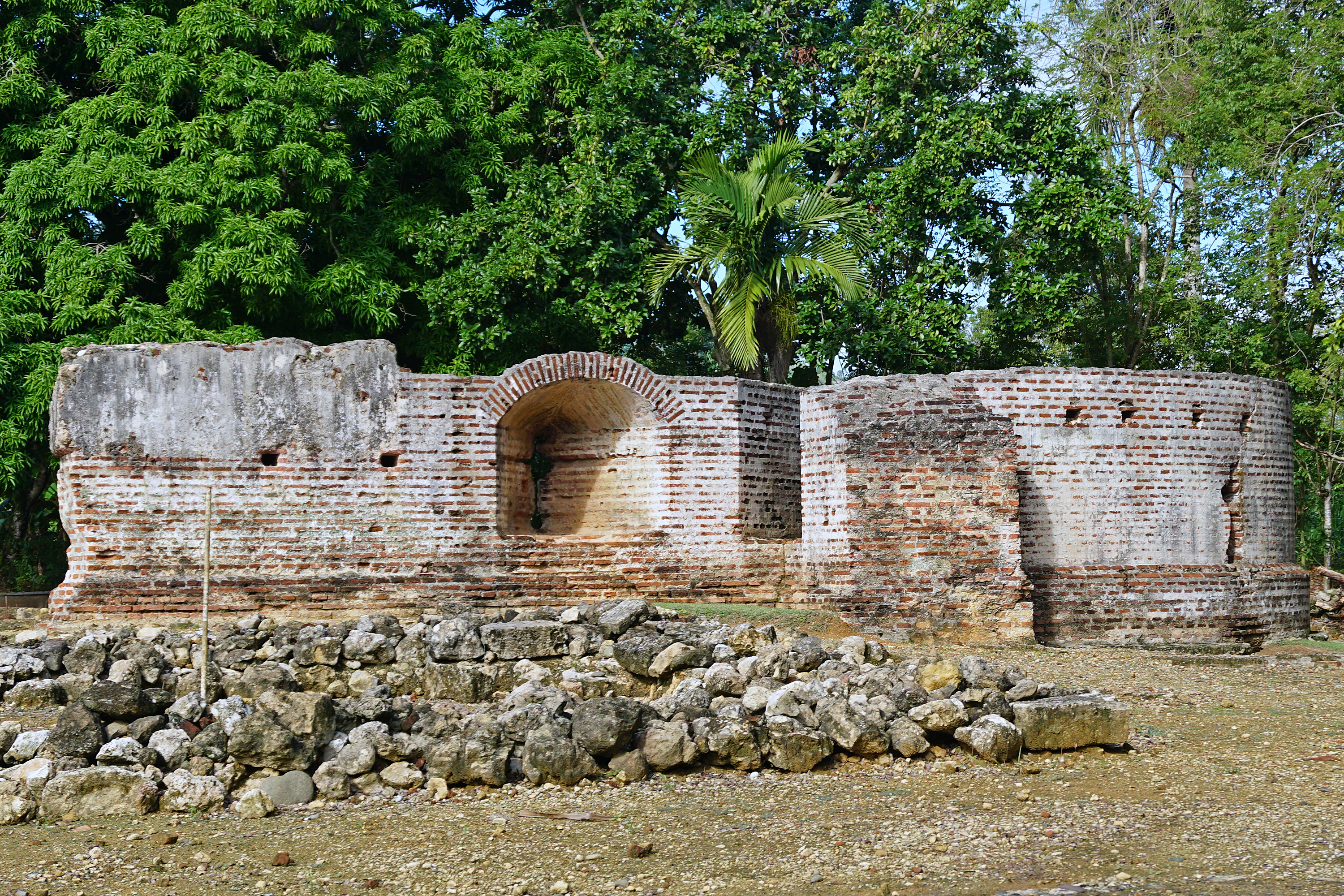
Fortaleza de la Concepción.

Lo primero que mandó a construir el almirante en 1494 fue el Fuerte de Concepción, la edificación hecha de ladrillos se concluyó ocho años más tarde. El fuerte estaba ubicado en un lugar estratégico y ofrecía una vista panorámica de la zona.
Se componía de dos plantas físicas. Además de su uso militar, servía también de casa de administración. La casa de guardia estaba arriba. Abajo la casa de administración.
Alrededor de esta fortaleza se levantó entonces una villa llamada también  La Concepción y que más tarde se conoció como La Vega. 
En el lugar se levantó también una iglesia y unas cuarenta y ocho casas de cantería, sobre la base de piedras, ladrillos y argamasa. Además se construyeron alrededor de trescientas casas menores, de madera y caña.
En La Vega se instaló el primer trapiche, la primera casa de alfarería, una de las primeras catedrales, la primera casa de fundición de metal y la primera casa de acuñar monedas en toda América. 
La ciudad alcanzó su clímax de prosperidad en 1516. Entre los años 1521 y 1525 se registró una mortandad que acabó con gran parte de los indios. A partir de 1543 se inició una decadencia progresiva de la ciudad.

## Terremoto histórico

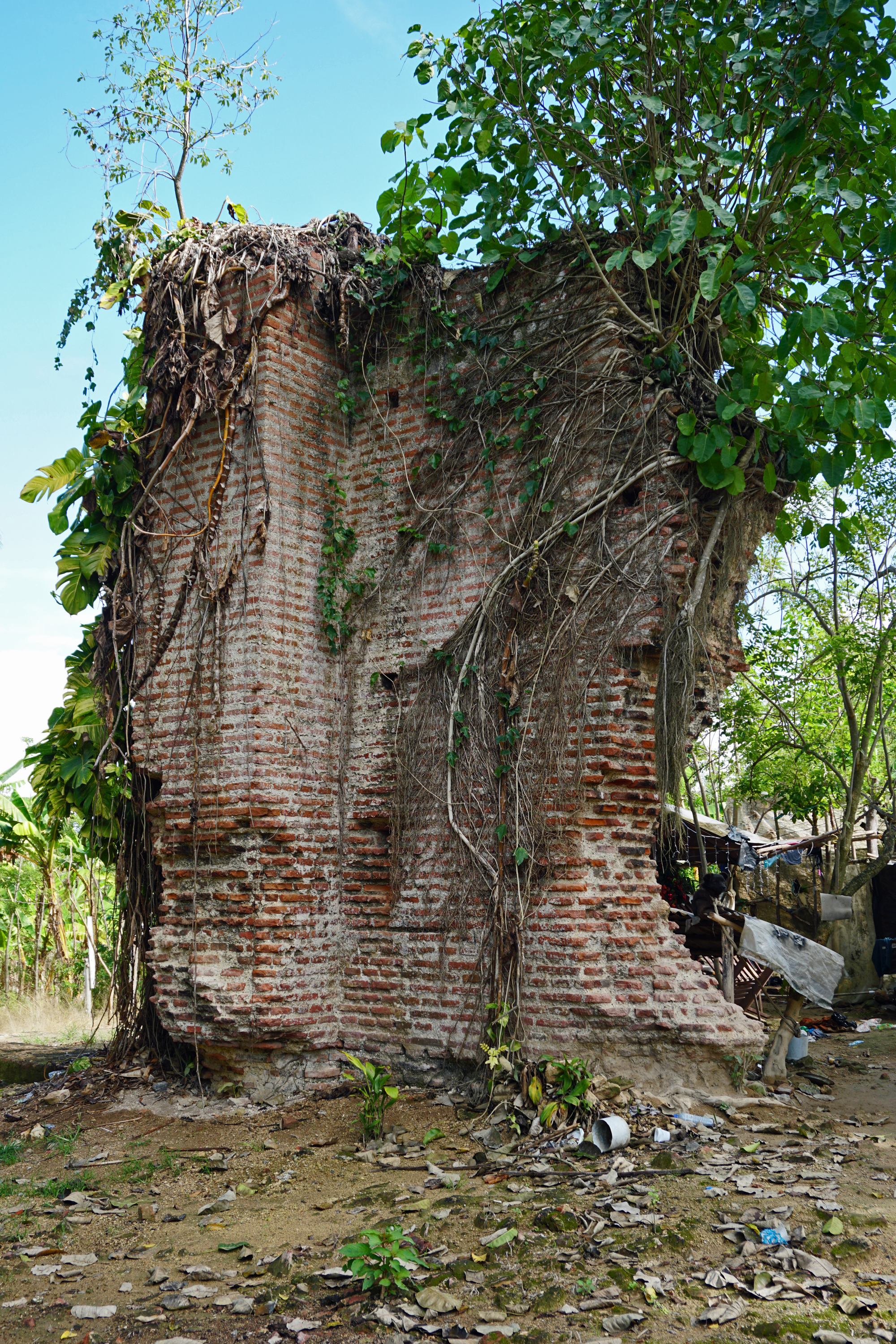
Única columna y parte de la pared que queda en pie de las ruinas de la catedral.

El 2 de diciembre de 1562 un fuerte terremoto destruyó casi por completo la villa de La Vega, por lo que los colonizadores decidieron levantar otra villa en el lugar donde hoy se encuentra Concepción La Vega, a 125 km de Santo Domingo, capital de la República Dominicana. 
Tras el mismo, lo único que quedó en pie fue una parte de la fortaleza, que aún hoy se puede observar. De la catedral apenas quedó en pie una columna y parte de los cimientos. De hecho, los españoles usaron parte de los ladrillos de la vieja iglesia y del fortín para levantar la nueva ciudad de La Vega. En los últimos veinte años del siglo XVI la ciudad ya estaba totalmente despoblada.
Con el paso del tiempo las ruinas de la ciudad fueron quedando bajo tierra. Esto hizo que muchas personas pensaran que la histórica ciudad se había hundido tras el terremoto. Esta hipótesis, sin embargo, ha sido descartada por los investigadores.